# Sneakers (album)
Pour les articles homonymes, voir Sneakers.
Albums de The Flamin' Groovies
Supersnazz
(1969)
Sneakers est le premier album des Flamin' Groovies, autoproduit et sorti en 1968. Le disque avait été sorti sur vinyle en format 10" (25 cm), en 45 tours sur la face A et 33 tours sur la face B (de là la différence de longueur des morceaux entre les deux faces).
Il a été réédité en 1980 par Line Records, un label indépendant allemand spécialisé dans les rééditions d'albums rares.

## Interprètes
- Basse et chant : George Alexander
- Guitare et chant : Cyril Jordan, Tim Lynch
- Percussion : Danny Mihm
- Guitare et chant principal : Roy Loney

## Titres
Tous les morceaux sont composés par Roy Loney

### Face 1
1. The Slide - 4:00

### Face 2
1. I'm Drowning - 2:07
2. Babes In The Sky - 1:50
3. Love Time - 2:54
4. My Yada - 2:13
5. Golden Clouds - 2:55
6. Prelude In A Flat To Afternoon Of A Pud - 1:24